# HFC Haarlem
Haarlemsche Football Club Haarlem – holenderski klub piłkarski mający siedzibę w mieście Haarlem. Klub został założony 1 października 1889 roku. Swój pierwszy i jak do tej pory jedyny tytuł mistrza Holandii zdobył w 1946 roku. Dobrze spisywał się także w Pucharze Holandii, gdy dwukrotnie go zdobywał w latach 1902 oraz 1912, a trzykrotnie był jego finalistą w latach 1911, 1914 oraz 1950.  W 1982, HFC Haarlem, razem z młodym Ruudem Gullitem w składzie, zakwalifikował się do Pucharu UEFA, z którego został wyeliminowany w drugiej rundzie przez Spartak Moskwa. Mecz ten, rozegrany 20 października 1982, został zapamiętany z powodu śmierci 66 stratowanych przez siebie kibiców. W 1990 roku Haarlem opuścił szeregi Eredivisie i od tego czasu do niej nie powrócił. Rozwiązany 25 stycznia 2010.

## Sukcesy
- Mistrzostwo Holandii: 1946
- Puchar Holandii: 1902, 1912, finalista: 1911, 1914, 1950.
- Mistrzostwo Eerstedivisie: 1972, 1976, 1981

## Europejskie puchary
Legenda do wszystkich tabel:
- Q – runda eliminacyjna, 1/16, 1/8, 1/4, 1/2 – odpowiednia faza rozgrywek, Grupa – runda grupowa, 1r gr – pierwsza runda grupowa, 2r gr – druga runda grupowa, F – finał, R – runda, PO – play-off
- k. – rzuty karne, los. – losowanie, Dogr. – dogrywka, w. – zasada bramek strzelonych na wyjeździe

| Sezon   | Rozgrywki   | Runda | Przeciwnik     | Dom | Wyjazd | Ogólnie |
| ------- | ----------- | ----- | -------------- | --- | ------ | ------- |
| 1982/83 | Puchar UEFA | 1R    | KAA Gent       | 2–1 | 3–3    | 5–4     |
| 1982/83 | Puchar UEFA | 2R    | Spartak Moskwa | 1–3 | 0–2    | 1–5     |